# 불꽃소년 레카
불꽃소년 레카(Flame of Recca, 일본어: 烈火の炎, 햅번: Rekka no Honō)은 안자이 노부유키 작품, 작화의 일본 만화 시리즈이다. 1995년 4월부터 2002년 2월까지 쇼가쿠칸의 주간 소년 선데이에 연재되었으며, 단행본 33권으로 수집되었다.
이 시리즈는 1997년 7월부터 1998년 7월까지 후지 TV에서 방송된 피에로 (기업)의 42부작 애니메이션 TV 시리즈로 각색되었다. 이 시리즈는 또한 두 개의 비디오 게임과 기타 상품을 탄생시켰다. 애니메이션과 만화 모두 비즈 미디어에서 영어로 북미 배포 라이선스를 받았다. 이후 이 애니메이션은 2015년 DVD로 시리즈를 다시 출시한 디스코텍 미디어(Discotek Media)에 의해 선택되었다.
불꽃소년 레카 만화는 2,500만 부 이상 발행되어 베스트셀러 만화 시리즈 중 하나가 되었다.